# 捲葉小壺蘚
捲葉小壺蘚（学名：Tayloria recurvi-marginata）为壺蘚科小壺蘚屬下的一个种。